# Осада Гаэты (1734)
Осада Гаэты (итал. Assedio di Gaeta) — одно из сражений Войны за польское наследство. Австрийский гарнизон крепости Гаэта четыре месяца сопротивлялся испанским войскам дона Карлоса Бурбона, но 6 августа 1734 года был вынужден капитулировать.

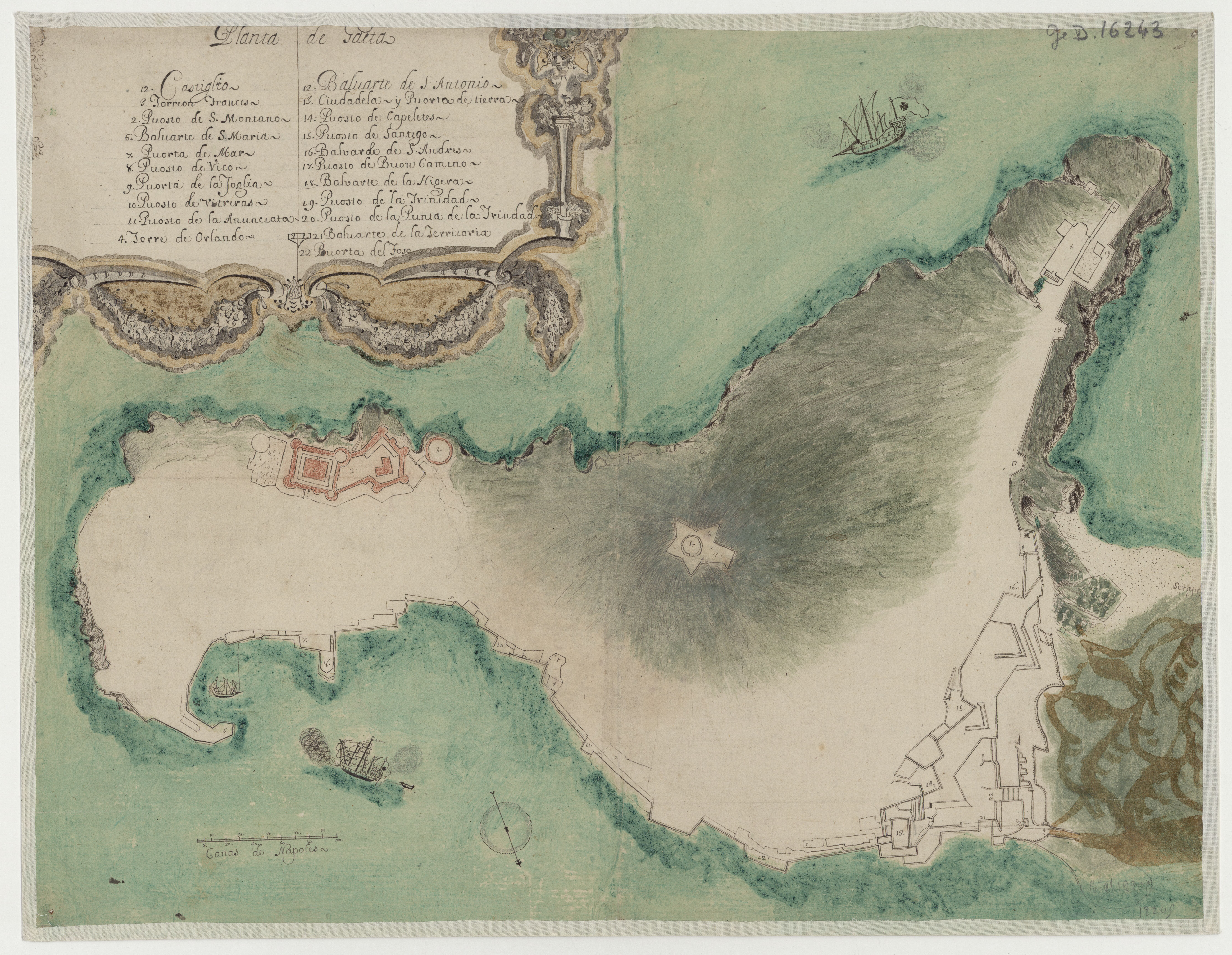
План крепости Гаэта (1710 г.)

Известие о поражении в битве при Битонто вызвало сдачу австрийцами всех крепостей в Апулии, кроме Бриндизи и Лечче. Многие небольшие немецкие гарнизоны переходили на службу Карлу. Граф де Монтемар с войсками двинулся в Неаполь. Остров Липари, к которому подошли испанские корабли, капитулировал. Только большие крепости Пескара, Капуя и Гаэта продолжили сопротивление. 29 июля капитулировала Пескара.
Крепость Гаэта была расположена на мысе на конце перешейка, уходящего в Тирренское море. В ней стояла гарнизоном тысяча имперских солдат и пятьсот неаполитанцев из батальона, набранного герцогом ди Монтелеоне. Оружия, артиллерии, боеприпасов и провизии было в избытке. Артиллеристов почти не было, и поэтому неаполитанцы были обучены обращаться с пушками. Комендантом крепости был граф Таттенбах.
Блокада крепости сменилась осадой, когда к Гаэте подошли шестнадцать тысяч испанцев под командованием герцога Лириа. Осаждающие войска в изобилии были обеспеченных оружием и техникой. В короткое время были заложены осадные траншеи, и осаждающие, подойдя к стене по крытым путям, установили несколько артиллерийских батарей и мортир, чтобы подавить артогонь противника и пробить брешь в цитадели.
Когда стали подводить параллели, прибыл граф де Монтемар, главнокомандующий испанскими войсками на полуострове, чтобы ускорить ход работ; немного позже прибыл дон Карлос, будущий неаполитанский король Карл VII, и в качестве наблюдателя Чарльз Эдвард Стюарт, сын якобитского претендента на британский престол Джеймса Фрэнсиса Эдварда Стюарта.
После их прибытия обстрел крепости стал более оживленным, и когда стали проявляться признаки бреши, граф Таттенбах, комендант крепости, на совете офицеров предложил сдаться, но ему воспротивились его подчиненные. Но шаткое состояние обороны, в конце концов, 6 августа заставило гарнизон крепости капитулировать.